# Casével (Santarém)
Pour les articles homonymes, voir Casével.
Casével est une ancienne freguesia portugaise située dans le District de Santarém.
Avec une superficie de 33,24 km2 et une population de 1 034 habitants (2001), la paroisse possède une densité de 31,1 hab/km2.

## Histoire
La loi no 11-A/2013 du 28 janvier 2013, portant réorganisation administrative du territoire des freguesias, fusionne Casével avec la paroisse voisine de Vaqueiros pour former l’União das Freguesias de Casével e Vaqueiros, dont le siège est à Casével.